# رود کیانگه
رود کیانگه (انگلیسی: Kianggeh River) یک رود در استان برونئی-موآرا کشور برونئی است.